# Trattato bavarese-austriaco sul sale
Il trattato bavarese-austriaco sul sale del 1829 (in tedesco Konvention zwischen Bayern und Österreich über die beiderseitigen Salinenverhältnisse vom 18. März 1829, o più brevemente Salinenkonvention) è il più antico trattato europeo ancora in vigore. È stato firmato dal Regno di Baviera (oggi semplicemente Baviera) e dall'Impero austriaco (oggi semplicemente Austria). Ha dato agli austriaci il diritto di estrarre nel territorio della Baviera, in cambio di legno. Un accordo simile esisteva già da 600 anni, ma è stato regolato formalmente da un trattato nel 1829. Lo stesso trattato è stato poi rivisto il 25 marzo 1957.